# 5,45 × 18 mm
Die Patrone 5,45 × 18 mm (GRAU-Index 7N7, russisch 7Н7) ist eine sowjetische Pistolenpatrone. Sie dient als Munition der Taschenpistole PSM und wurde von Antonina Dmitrijewna Denissowa entwickelt.

## Beschreibung
Die Zentralfeuerpatrone hat eine Flaschenhalshülse aus Messing und ein spitzbogenförmiges Vollmantelgeschoss mit abgeflachter Spitze. Die Geschossenergie ist mit etwa 125 J deutlich höher als die des Kalibers 6,35 mm Browning (86 J).

## Arten
Die Standardmunition ist die 7N7 mit Stahlkern, die in der Lage ist, beschusshemmende Westen zu überwinden. Außerdem gibt es noch Bleigeschosse (PSO) und Platzpatronen (7N8).

## Einsatz
Die Patrone wurde für die Pistole PSM entwickelt, die als Selbstverteidigungswaffe für hochrangige Zivilisten und Militärs der Sowjetunion und Russlands dient. Ab 1983 wurde die PSM auch von Offizieren der Volkspolizei der DDR geführt.
Weitere Waffen, die diese Munition verwenden, sind die OZ-26 „Malysch“ und OZ-23 „Drotik“.